# Бездоріжжя

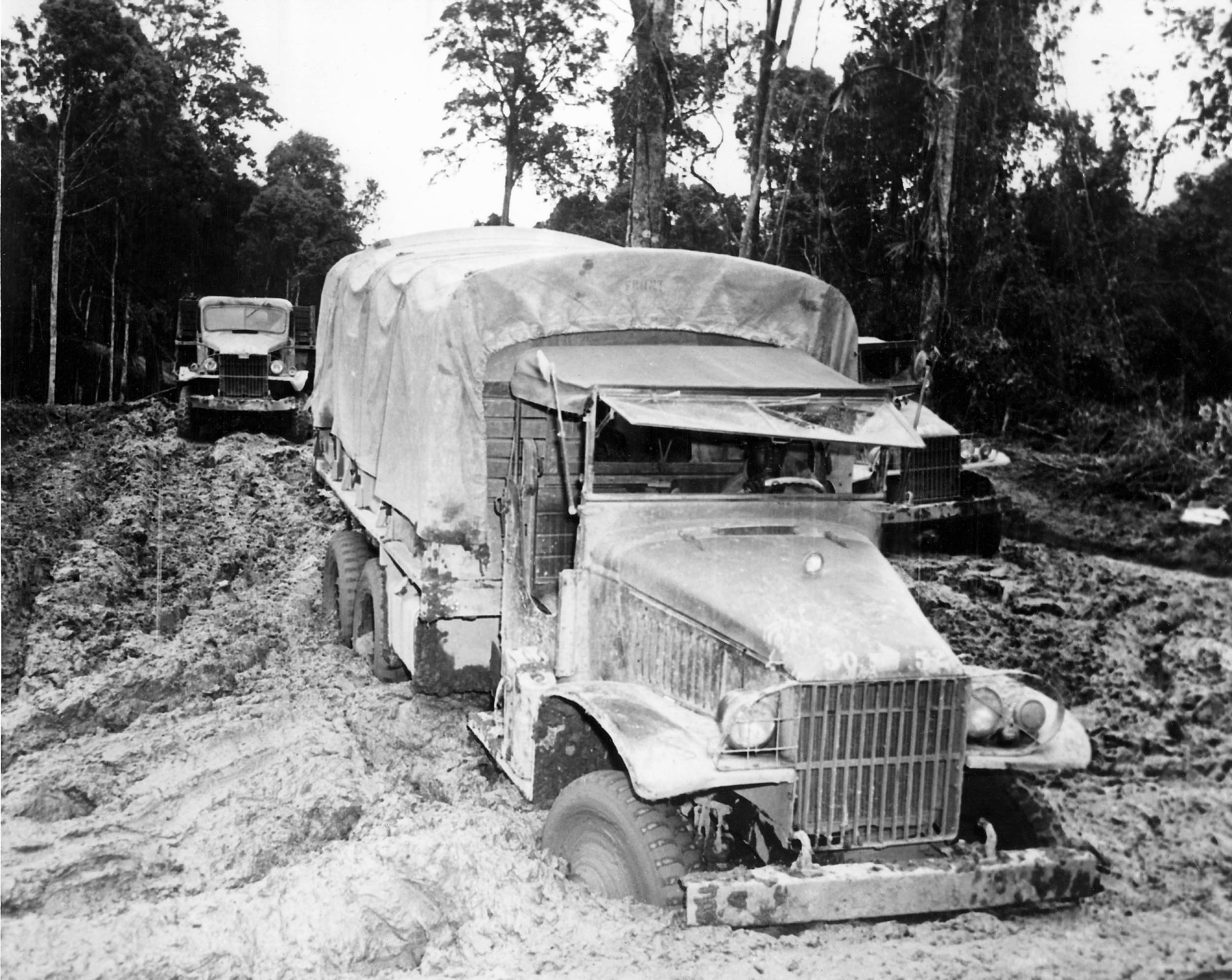
Автомобіль, що застряг у багнюці

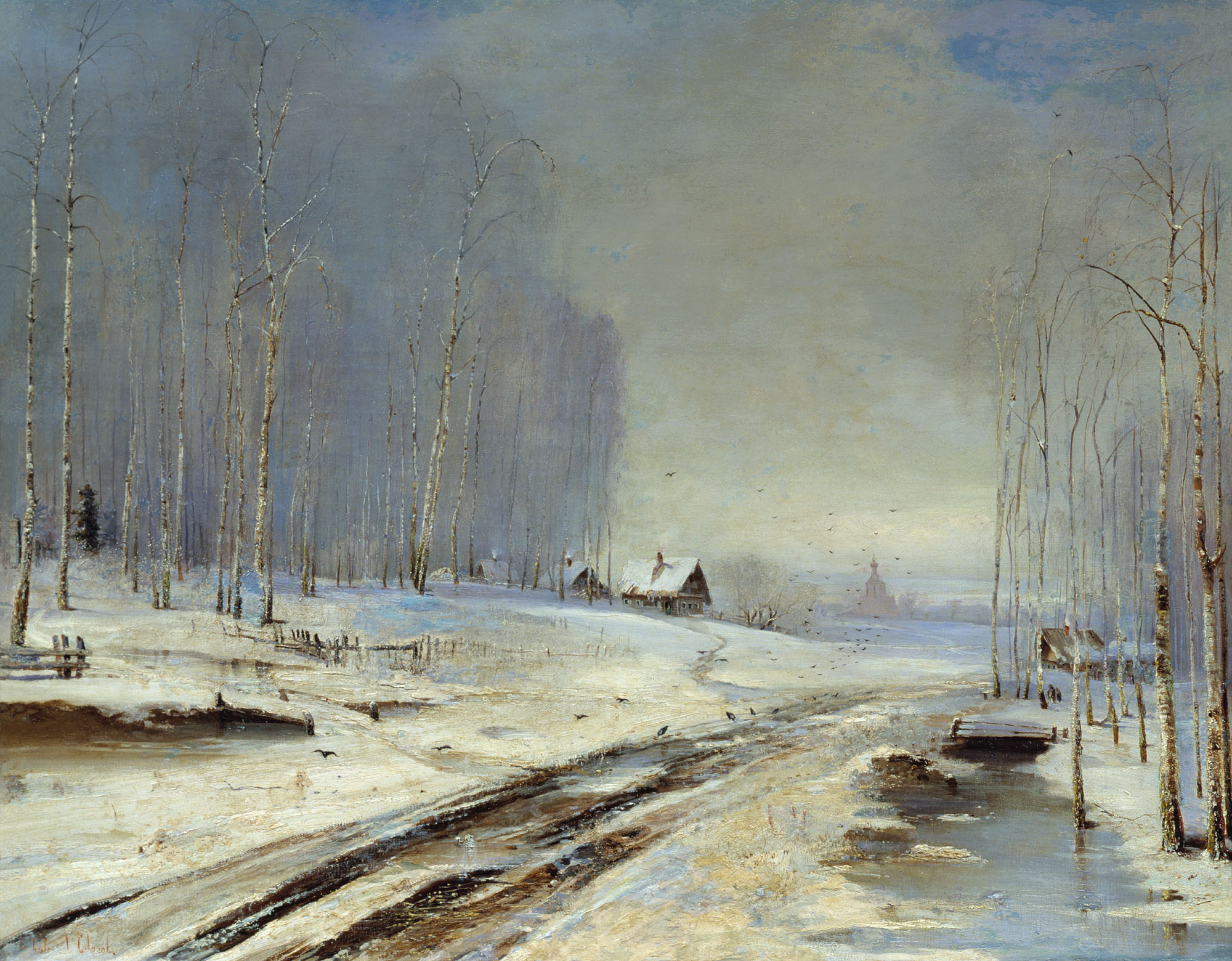
Картина О. Саврасова «Бездоріжжя»

Бездорі́жжя — відсутність доріг, брак упорядкованих, придатних для проїзду доріг. Переважно бездоріжжям називають перетяту, сільську місцевість, а також місцевість зі шляхами, на яких відсутнє дорожнє покриття.
Деколи бездоріжжя вживається як синонім до слів «ро́зкаль», «ро́зтань», що означають період навесні (рідше восени), коли дороги стають непрохідними чи непроїжджими у результаті опадів, або танення снігів.

## Бездоріжжя в історії
Протягом історії бездоріжжя відігравало важливу роль у період військових походів на територію Русі, а згодом і Російської імперії. Часто це явище перешкоджало вторгненню іноземних військ. У роки Монгольської навали на Русь військо татаро-монгол не дійшло ста верст до Новгорода через весняну розтань.
У період Франко-російської війни 1812 року бездоріжжя створювало значні перешкоди армії Наполеона, зменшуючи швидкість пересування військ.
У часи німецько-радянської війни бездоріжжя відіграло важливу роль у затримці наступу німецьких військ на Москву. У німців були проблеми із просуванням, ламалась техніка, значно скоротилась мобільність військ.
Під час вторгнення РФ в Україну у лютому-березні 2022 непрохідні болота у поліських лісах були одним із факторів унеможливлення захопленню Києва.

## Бездоріжжя в мистецтві

### Живопис
- Сергій Васильківський: «Розпутиця»
- Архип Куінджі: «Осіннє бездоріжжя»
- Олексій Саврасов: «Бездоріжжя»
- Анастасія Швецова: «Бездоріжжя»

## Зовнішні посилання
- Несподіваний поворот сюжету: багнюка може насправді піти на користь Україні // Тексти. — 2023. — 21 вересня.
- Військові змушені долати бездоріжжя. Як легше пересуватися по багнюці: перелік засобів (ВІДЕО). texty.org.ua (укр.). 2024. Процитовано 17 лютого 2024.
- Lost in the Mud: The (Nearly) Forgotten Collapse of the German Army in the Western Ukraine, March and April 1944. — Gregory Liedtke // The Journal of Slavic Military Studies. — 2015. — 16 березня.